# Katarina (Doctor Who)
Katarina est un personnage de fiction de la série britannique de science fiction Doctor Who et l'un des compagnons du premier Docteur, bien que ce rôle soit contesté de par la brièveté de l'apparition du personnage dans la série. Katarina apparaît dans 2 sérials et 8 épisodes. 

## Le personnage dans l'univers deDoctor Who
Katarina était la servante de la princesse Cassandre. Bien que considérée comme servante, elle est traitée telle une esclave. La princesse l'envoie espionner le Docteur, Vicki et Steven pour recueillir des preuves qu'ils sont des espions Grecs. Katarina se liera finalement d'amitié avec Vicki, qui l'enverra aider Steven, ce dernier ayant été blessé durant l'invasion de Troie. Katarina soigne alors Steven et part avec lui et le Docteur dans le TARDIS à la suite d'un concours de circonstances, remplaçant de ce fait Vicki, qui a préféré rester dans cette époque par amour pour Troilus.
Katarina, qui vient d'un temps reculé, ne comprend pas tout à fait ce qui se passe avec le Docteur et les voyages temporels du TARDIS. Se croyant tuée dans la cohue de l'invasion Achéenne, elle prend le TARDIS pour le "Palais de la Perfection" et le Docteur pour Zeus, malgré les protestations de ce dernier.
Dans l'épisode The Daleks' Master Plan elle tente d'aider le Docteur en soignant Steven. Alors qu'ils sont poursuivis par les Daleks, elle est prise en otage par un criminel du nom de Kriksen qui s'enferme dans un sas avec elle. Kriksen menace de la tuer si le Docteur ne retourne pas sur la planète Kembel, lieu de réunion des Daleks. Alors que Steven et le Docteur s'apprêtent à accepter, Katarina appuie sur le bouton du sas ce qui les éjectera immédiatement, elle et Kriksen, dans l'espace. On peut voir leurs corps sans vie flotter dans le vide. 
L'épisode laisse la raison de l'acte de Katarina dans le vague : il peut s'agir d'un accident aussi bien que d'un acte intentionnel de la servante qui aurait compris la nécessité de se sacrifier. 
Steven fut extrêmement choqué par la fin de Katarina, qui est dans la série le premier compagnon du Docteur mort dans l'une de ses aventures.

## Le personnage dans d'autres médias
Dans l'au-delà, Katarina de par les conditions de sa mort, ne peut pas traverser la rivière Styx, mais grâce à l'intervention du Docteur elle trouve sa voie dans la demeure des bienheureux (mis dans une Short Stories "Katarina dans les enfers").
Dans les comics, le 7e Docteur la rencontre alors qu'elle était petite et donne de l'or à sa famille tout en sachant pertinemment quel sera son funeste destin.
Dans les romans, le Docteur est souvent hanté par ses compagnons morts pendant ses voyages, dont Katarina.

## Caractère du personnage
Katarina reste un cas unique, en tant que compagnon qui suit le Docteur sans rien comprendre de ce qui lui arrive. C'est un personnage de servante troyenne qui a sûrement beaucoup souffert de la pauvreté et de la violence des autres. Elle est serviable et généreuse.